# Canyon Blaster (Adventuredome)
Canyon Blaster im Adventuredome (Winchester, Nevada, USA) ist eine Stahlachterbahn vom Modell Custom Looping Coaster des Herstellers Arrow Dynamics im Circus Circus Hotel, die am 23. August 1993 eröffnet wurde.
Sie besitzt zwei hintereinander durchzufahrende Loopings, einen doppelten Korkenzieher und endet mit einer Helix im Inneren des Berges. Sie wird als die größte Indoorachterbahn mit Doppelloopings und Doppelkorkenzieher bezeichnet.

## Züge
Canyon Blaster besitzt zwei Züge mit jeweils sechs Wagen. In jedem Wagen können vier Personen (zwei Reihen à zwei Personen) Platz nehmen, als Rückhaltesystem kommen Schulterbügel zum Einsatz. Zum Zeitpunkt ihrer Eröffnung besaß jeder Zug sieben Wagen. 2001 wurden die Züge von weißer Farbe in eine Mischung Dunkelblau und Dunkelviolett umlackiert. 2006 wurde die Bahn selbst umlackiert von ursprünglich pinkfarbenen Schienen und weißen Stützen in violettfarbenen Schienen mit schwarzen Stützen.